# Тугулымка
Тугулымка — река в России, протекает по Свердловской области. Устье реки находится в 225 км по левому берегу реки Пышма. Длина реки составляет 33 км. На берегах реки расположены населённые пункты: Ошкуково, Журавлёва, Тугулым.

## Данные водного реестра
По данным государственного водного реестра России относится к Иртышскому бассейновому округу, водохозяйственный участок реки — Пышма от Белоярского гидроузла и до устья, без реки Рефт от истока до Рефтинского гидроузла, речной подбассейн реки — Тобол. Речной бассейн реки — Иртыш.
Код объекта в государственном водном реестре — 14010502212111200008263.